# Lancaster (Carolina do Sul)
Lancaster é uma cidade localizada no estado norte-americano da Carolina do Sul, no Condado de Lancaster.

## Demografia
Segundo o censo norte-americano de 2000, a sua população era de 8177 habitantes.
Em 2006, foi estimada uma população de 8374, um aumento de 197 (2.4%).

## Geografia
De acordo com o United States Census Bureau tem uma área de
15,3 km², dos quais 15,1 km² cobertos por terra e 0,2 km² cobertos por água. Lancaster localiza-se a aproximadamente 102 m acima do nível do mar.

## Localidades na vizinhança
O diagrama seguinte representa as localidades num raio de 12 km ao redor de Lancaster.